# المدينة المثالية (رواية)
المدينة المثالية (بالفرنسية: Une ville idéale)‏، (بالإنجليزية: An Ideal City)‏ قصة قصيرة من تأليف الروائي جول فيرن، نشرت عام 1875.